# Pedro Siza Vieira
Pedro Gramaxo de Carvalho Siza Vieira (ur. 14 lipca 1964) – portugalski polityk i prawnik, od 2017 do 2022 minister.

## Życiorys
W 1987 został absolwentem prawa na Uniwersytecie Lizbońskim. W 2005 ukończył jeden z programów w Harvard Business School. Pracował początkowo jako nauczyciel akademicki. Dołączył do Partii Socjalistycznej, zrezygnował jednak z aktywności politycznej, podejmując praktykę w zawodzie adwokata. Pracował w kancelariach MLGTS i BCS, a w 2002 dołączył do firmy prawniczej Linklaters. Przez blisko 10 lat do 2016 był dyrektorem zarządzającym jej portugalskiego oddziału. W międzyczasie został wykładowcą na Universidade Católica Portuguesa i Universidade Nova de Lisboa. Przewodniczył portugalskiemu zrzeszeniu arbitrów, a także zasiadał w zarządzie stowarzyszenia portugalskich firm prawniczych.
Po utworzeniu rządu Antónia Costy powoływany na różne funkcje publiczne. W październiku 2017 dołączył do tego gabinetu, obejmując w nim urząd ministra delegowanego. W październiku 2018 został ministrem delegowanym i ministrem gospodarki w tym samym rządzie. W październiku 2019 objął funkcje ministra stanu oraz ministra gospodarki i cyfryzacji w drugim gabinecie dotychczasowego premiera. Zakończył urzędowanie w marcu 2022.